# Masters of Rome
Masters of Rome (Señores de Roma) es una serie de novelas históricas escritas por la autora australiana Colleen McCullough, ambientadas en la Antigua Roma durante los últimos días de la República romana tardía, en concreto entre el 1.º de enero de 110 y el 16 de enero de 27 a. C. Recoge las vidas y carreras políticas de los principales líderes del período: Cayo Mario (ca. 157-86 a. C.), Lucio Cornelio Sila (ca. 140-78 a. C.). Cneo Pompeyo Magno (106-48 a. C.), Marco Licinio Craso (115-53 a. C.), Cayo Julio César (100-44 a. C.) y la juventud de César Augusto (63 a. C.-14 d. C.). 

## Personajes
La serie de novelas también incluye a un gran número de importantes personajes históricos romanos como Marco Emilio Escauro, Quinto Cecilio Metelo el Numídico, Publio Rutilio Rufo, Marco Livio Druso, Quinto Lutacio Cátulo, Lucio Apuleyo Saturnino, Quinto Hortensio, Quinto Cecilio Metelo Pío, Quinto Sertorio, Publio Sulpicio Rufo, Marco Tulio Cicerón, Lucio Licinio Lúculo, Lucio Cornelio Cinna, Cayo Verres, Marco Calpurnio Bíbulo, Lucio Sergio Catilina, Marco Porcio Catón, Publio Clodio Pulcro, Publio Vatinio, Aulo Gabinio, Cayo Octavio Turino, Tito Labieno, Cayo Escribonio Curión, Tito Anio Milón, Marco Junio Bruto, Cayo Casio Longino, Cayo Trebonio, Décimo Junio Bruto Albino, Marco Emilio Lépido, Marco Antonio, Marco Vipsanio Agripa, Cneo Domicio Enobarbo... y un larguísimo etc. Asimismo aparecen figuras extranjeras como Yugurta de Numidia, Mitrídates VI del Ponto, Espartaco, Vercingetórix, Cleopatra VII de Egipto, Cesarión, etc. Cada libro de la serie presenta un glosario detallado, ilustraciones a mano de los principales personajes y notas elaboradas por McCullough detallando las razones por las que presenta determinadas versiones de los acontecimientos históricos. 
McCullough también ofrece un retrato de algunas mujeres romanas, como Aurelia, madre de César; Servilia, madre de Bruto y hermanastra de Catón el Joven; Cornelia, hija de Sila; Pompeya, primera esposa de César; Marcia, esposa de Catón; Porcia, hija de Catón y esposa de Bruto; Calpurnia, cuarta esposa de César; Clodia, hermana de Clodio, Octavia la Menor, hermana de César Octavio; Livia Drusila, esposa de César Octavio... y una larga serie de damas de la nobilitas romana, vistas en ocasión con una mirada satírica. La autora también incide en el hombre de la calle romano, personificado por el personaje ficticio Lucio Decumio.

## Novelas de la serie
La serie consta de los siguientes volúmenes: 
- The First Man in Rome (1990); traducción castellana. El Primer Hombre de Roma (Planeta, 1990). Recoge el período de los años 110-100 a. C.[3][4]
- The Grass Crown (1991); traducción castellana: La corona de hierba (Planeta, 1991). Recoge el período de los años 99-86 a. C.
- Fortune's Favourites (1993); traducción castellana: Favoritos de la fortuna (Planeta, 1993). Recoge el período de los años 83-69 a. C.
- Caesar's Women (1996); traducción castellana: Las mujeres de César (Planeta, 1996). Recoge el período de los años 68-58 a. C.
- Caesar  (1997); traducción castellana: César (Planeta, 1998). Recoge el período de los años 54-48 a. C.
- The October Horse (2002); traducción castellana: El caballo de César (Ediciones B, 2003). Recoge el período de los años 48-42 a. C.
- Antony and Cleopatra (2007); traducción castellana: Antonio y Cleopatra (Planeta, 2008). Recoge el período de los años 41-27 a. C.[5]

McCullough decidió al principio terminar la serie con El caballo de César porque en su opinión la caída última de la república romana tuvo lugar tras la batalla de Filipos, con la muerte de los asesinos de César. No obstante, la mayor parte de los historiadores ubican el final de la República una década más tarde, después del momento decisivo final entre Augusto y Marco Antonio en la batalla de Accio, en el 31 a. C.  
En respuesta a presiones de los fanes, McCullough completó la serie con otro volumen más, relativo sobre todo a Antonio y Cleopatra, Antonio y Cleopatra, lanzada en septiembre de 2007, en el Reino Unido, y en diciembre de 2007 en Estados Unidos. Bob Carr, antiguo Premier de Nueva Gales del Sur, Australia hizo una campaña muy pública en pro de que McCullough escribiera más novelas romanas. Argumentó que no tenía por qué continuar en orden cronológico con el Segundo Triunvirato y las dinastías julio-claudia y flavia, sino saltar hacia delante escribiendo sobre los Cinco buenos emperadores. Esto siempre fue improbable, porque su visión se había deteriorado debido a degeneración macular antes de su muerte a principios del año 2015.

## Valoración
La serie destaca por la riqueza de detalles, una documentación prodigiosa y unos personajes sólidos. Uno de los puntos fuertes de la saga es el meticuloso retrato de la vida política de la Roma tardorrepublicana: el juego de facciones políticas, los debates en el senado y en las asambleas populares, los procesos por corrupción o abuso de poder a algunos políticos de la época o campañas militares concretas, como por ejemplo, la guerra contra Yugurta (111-105 a. C.), la invasión de cimbros y teutones (115-101 a. C.; incluyendo el desastre de la batalla de Arausio en el año 105 a. C.); las guerras civiles romanas del siglo I a. C.; las guerras mitridáticas contra el rey Mitrídates VI del Ponto (88-84, 83-81 y 74-63 a. C.); la rebelión de Espartaco (73-71 a. C.) o la guerra de las Galias (58-50 a. C.).
La serie apoya la tesis presentada por vez primera en 1939 por Sir Ronald Syme en su épico tratado histórico The Roman Revolution: conforme Roma se fue haciendo más poderosa dentro del mundo mediterráneo, los viejos modos de actuar – sopesando los diversos intereses, principalmente aristocráticos y mercantiles – se hicieron imposibles de manejar. Se hizo más y más difícil gobernar un imperio con instituciones originalmente diseñadas para administrar una ciudad-estado. Algunos líderes poderosos (especialmente Mario, Sila y César) intentaron crear un estado en el que tuvieran poder autocrático pero conservando externamente las antiguas formas. Se les opusieron los conservadores (llamados los optimates por los historiadores clásicos, aunque ellos a sí mismos preferían[cita requerida] llamarse los boni u "hombres buenos"). La resistencia enconada, a veces simplemente ignorante, de estos reaccionarios, todos los cuales (excepto Catón) son representados como degenerados o egoístas, hicieron necesaria la creación de una autocracia. El resultado fue el nacimiento de una monarquía imperial, y una organización del poder radicalmente diferente.[cita requerida]
McCullough retrata a César como un autócrata, gran hombre militar, populista, y reformador controvertido. No presenta la muerte de la República como algo positivo, sino que -más bien- presenta a César como un gran hombre y su cruce del Rubicón como inevitable, dado que la alternativa era el exilio, la desgracia, y la violación de su dignitas, lo que era un anatema impensable para un patricio romano de rango consular. Según el retrato de McCullough, el paso del Rubicón de César fue su última opción, su último lanzamiento de dados, como ilustra bien la cita eterna de César: "La suerte está echada". McCullough señala que la traducción de la versión griega alternativa de sus palabras sería "Que vuelen alto los dados", lo que caracteriza no fatalismo (como en la primera) sino más bien arriesgarse, el cruzar el Rubicón se convierte en el último gambito de César.